# Mickaël Bergeron
Mickaël Bergeron est un journaliste, chroniqueur et auteur québécois.

## Biographie
Il écrit des chroniques pour le journal sherbrookois La Tribune, qui est membre de la Coopérative nationale de l'information indépendante. Ses écrits sont d'ailleurs parfois repris dans les autres journaux du groupe, soit Le Soleil de Québec, Le Quotidien de Saguenay, Le Nouvelliste de Trois-Rivières, Le Droit de Gatineau et La Voix de l'Est de Granby. Depuis 2002, il collabore également avec une vingtaine de médias au Québec dont Voir, Radio-Canada et Télé-Québec en plus d'écrire pour Ricochet,. Il collabore comme chroniqueur à la Gazette des femmes, journal diffusé par le Conseil du statut de la femme du Québec.
Il participe à plusieurs événements qui visent à promouvoir la diversité corporelle et à contrer les discours grossophobes. Il propose des conférences sur les médias, la diversité corporelle et la grossophobie en plus de participer à des projets littéraires chez Rhizome, le Mois de la poésie et Jamais lu. Il est présent dans plusieurs tables rondes et entrevues pour parler des discriminations et des normes sociales.
En 2017, il participe à titre de duchesse de Limoilou à l'événement La revengeance des duchesses, un festival féministe qui s'inscrit en marge du Carnaval de Québec et qui propose des spectacles de même qu'un volet web qui comprend des textes de blogues, des poèmes et des photos qui rendent hommage aux quartiers de Québec. Ce festival est produit par Diadème, dont Mickaël Bergeron a été le président. En 2018, l'organisation du Carnaval de Québec décide d'arrêter de présenter les duchesses du carnaval, une décision que l'organisme Diadème appuie. L'organisme souligne que l'accent était mis davantage sur l'image de ces femmes et qu'on les laissait peu s'exprimer.
En 2019, il publie chez Éditions Somme toute La vie en gros : regard sur la société et le poids, un essai qui analyse les liens entre les corps, les normes et l’exclusion sociale. Cet essai s'inspire de son propre vécu. Il raconte en effet avoir été ridiculisé à maintes reprises par des personnes qui employaient le mot "gros", mot qu'il tente aujourd'hui de se réapproprier. Son essai tente de démontrer que les structures sociales jouent sur le poids et que des mécanismes privilégient certains pans de la population au profit des autres. Il met aussi à jour la situation de nombreuses personnes grosses qui ne sont pas prises au sérieux par certains médecins qui n'hésitentpas à rejeter la faute de leurs problèmes de santé sur leur corpulence.
Dans Tombée médiatique publié en 2020, Mickaël Bergeron questionne le statut actuel des médias au Québec en analysant son sous-financement ainsi que la méfiance du public envers les médias et propose des solutions pour renverser la baisse de popularité généralisée qu'il constate. Il propose que les médias repensent leur modèle de financement, assument leurs responsabilités sociales et reconnaissent la diversité dans les salles de nouvelles. Dans son essai, Mickaël Bergeron revient sur l'importante chute des revenus publicitaires que les médias traditionnels ont connu depuis le début des années 2000, et ce, même s'il remarque que les annonceurs ont augmenté leurs dépenses publicitaires au cours des dernières années. Il pointe du doigt les grandes entreprises telles que Google et Facebook qui récoltent désormais la plus grande part de ces revenus publicitaires. Selon lui, la solution des médias serait de privilégier le modèle de l'OBNL tout en misant sur la transparence des salles de nouvelles. Il suggère que les journalistes expliquent leur démarche et pourquoi ils choisissent un angle plutôt qu'un autre.
Il a travaillé comme animateur de radio à la station CKIA de Québec pour laquelle il a été à la barre de l'émission Québec réveille, une émission d'affaires publiques qui traite des enjeux municipaux, citoyens, communautaires et culturels de Québec.

## Œuvres

### Essais
- La vie en gros, Montréal, Éditions Somme toute, 2019, 248 p.  (ISBN 9782897940881)
- Tombée médiatique, Montréal, Éditions Somme toute, 2020, 240 p. (ISBN 978-2-89794-169-7)
- Cocorico : Les gars faut qu'on se parle, Montréal, Éditions Somme toute, 2023, 224 p.  (ISBN 978-2-89794-370-7)

## Prix et honneurs
- 2020 : finaliste du Prix de création littéraire Ville de Québec-SILQ dans la catégorie Essai[16]